# Trần Duy Long
Trần Duy Long (sinh năm 1941 tại Nam Định) là một cựu cầu thủ bóng đá Việt Nam và là huấn luyện viên trưởng đội tuyển bóng đá quốc gia Việt Nam giai đoạn 1994-1997.

## Tiểu sử
Ông Trần Duy Long sinh năm 1941, quê gốc ở xã Vị Xuyên, huyện Mỹ Lộc, tỉnh Nam Định. Ông có sự nghiệp chơi bóng đá trong nước hiển hách, từng nằm trong danh sách "Các cầu thủ vàng 50 năm bóng đá Việt Nam".
Ông được gọi lên đội tuyển quốc gia khi mới 18 tuổi và nổi tiếng là một tiền vệ dẫn dắt lối chơi thông minh với phong cách bóng đá hiện đại. Ông cũng đóng vai trò quan trọng trong đội hình 4-3-3 đưa đội Tổng cục Đường sắt giành chức vô địch bóng đá Việt Nam lần đầu tiên sau ngày đất nước thống nhất.
Trần Duy Long chơi bóng đá phong trào khi còn là học sinh ở Hải Phòng, sau đó ông khoác áo câu lạc bộ Công an Hải Phòng trước khi chuyển về chơi cho đội Trường Huấn luyện năm 18 tuổi. Ông được gọi lên đội tuyển quốc gia và đá cặp bài trùng tiền vệ tổ chức với Lê Thế Thọ.
Vào thời kỳ huy hoàng nhất của bóng đá miền Bắc, ông Long có mặt trong thành phần đội tuyển quốc gia đánh bại đội tuyển chọn thanh niên Liên Xô 1-0 năm 1966. Năm 1967, Trần Duy Long dính chấn thương nặng không thể bình phục và buộc phải giải nghệ. Sau khi thôi đá bóng, ông được cử sang học ở Đại học thể dục thể thao tại Kiev, Ukraine.
Năm 1973, ông về nước nhận chức huấn luyện viên đội Tổng cục Đường sắt, góp công lớn đưa đội này từ hạng Nhì lên hạng Nhất.
Năm 1980, ông Trần Duy Long vào Thành phố Hồ Chí Minh làm huấn luyện viên tại Trường Năng khiếu chuyên nghiệp rồi về công tác tại Liên đoàn bóng đá Thành phố Hồ Chí Minh.
Năm 1994, ông được bổ nhiệm quyền huấn luyện viên trưởng đội tuyển quốc gia.
Năm 1995, ông làm huấn luyện viên phó đội tuyển quốc gia dự SEA Games 1995, giành huy chương bạc.
Năm 1996, cũng với vai trò huấn luyện viên phó, ông cùng đội tuyển quốc gia đạt huy chương đồng Tiger Cup.
Năm 1997, ông làm huấn luyện viên trưởng đội tuyển quốc gia dự vòng loại World Cup 1998 khu vực châu Á, bị VFF sa thải sau 5 trận toàn thua. Thay ông là huấn luyện viên Lê Đình Chính.
Năm 2008, ông được bầu làm Chủ tịch Liên đoàn Bóng đá Thành phố Hồ Chí Minh (nhiệm kỳ 2008-2012) thay cho ông Lê Hùng Dũng.

## Trận cầu Nam-Bắc
Sau ngày thống nhất Việt Nam, chính quyền quyết định tổ chức một trận đấu giao hữu giữa một đội bóng phía Bắc với các đội miền Nam như một biểu hiện của tình đoàn kết dân tộc, một trận đấu nhiều ý nghĩa chính trị. Sau khi cân nhắc, Tổng cục Thể dụng thể thao đã cử đội Tổng cục Đường sắt vừa đoạt chức vô địch công đoàn miền Bắc vào thi đấu.
Ông Trần Duy Long được giao nhiệm vụ huấn luyện viên trưởng. Ông nhớ lại: "Thi đấu với tây với tàu chẳng bao giờ trạng thái như nghe giao nhiệm vụ cao cả dẫn đội vào miền Nam thi đấu cứ trạng thái và lo lắng đến mất ngủ…".
Với nhiệm vụ ấy, ông Trần Duy Long dẫn đội Tổng cục Đường Sắt vào Nam, được đặc cách đi máy bay DC bốn động cơ. Ông đã dặn dò các cầu thủ khi ấy, lứa Lê Thụy Hải, Mai Đức Chung, Lê Khắc Chính... về nhiệm vụ chính trị của trận đấu. Theo mô tả của ông Trần Duy Long, trận đấu diễn ra giữa đội Tổng cục Đường sắt đại diện miền Bắc và đội Cảng Sài Gòn đại diện miền Nam, khán đài không còn một chỗ trống.
Trận đấu ấy, Tổng cục Đường sắt thắng 2-0.

## Gia đình
Ông Trần Duy Long có hai con trai, Trần Duy Anh sinh năm 1975 và Trần Duy Mỹ sinh năm 1977.
Trần Duy Anh là cầu thủ khóa bảy của Trường Nghiệp vụ thể dục thể thao Thành phố Hồ Chí Minh. Anh từng chơi cho câu lạc bộ Công an Thành phố Hồ Chí Minh, cùng lứa với Trần Minh Chiến, Nguyễn Liêm Thanh, Trương Ngọc Linh..., nhưng chấn thương khiến anh phải từ giã sự nghiệp sớm.
Con trai thứ hai của ông, Trần Duy Mỹ, là một kiện tướng bơi lội, từng được cử sang Úc tham gia chương trình đào tạo vận động viên và huấn luyện viên.
Vợ ông Trần Duy Long cũng là một vận động viên bơi lội giỏi.